# 牙合甫大毛拉·沙得尔阿吉
牙合甫大毛拉·沙得尔阿吉（1903年—1986年10月25日），维吾尔族，新疆阿图什人，中华人民共和国工商界人士、官员。

## 生平
1945年到1956年，从事商业活动。1950年抗美援朝开始后，据1951年10月份不完全统计，乌鲁木齐工商界捐献了可购买4架战斗机的钱款，其中牙合甫大毛拉·沙得尔阿吉捐献了可买一辆汽车的钱。1952年，阿图什发生水灾，喀什市工商界人士牙合甫大毛拉·沙得尔阿吉捐献出6000元人民币用于兴建平房80间，安排了部分灾民。
1956年参加公私合营。此后历任喀什市百货公司副经理，喀什市政协副主席，喀什市工商联副主任委员，新疆维吾尔自治区工商联第一、二届常委，第三、四、五届主任委员，全国工商联第三、四、五届常委，中国伊斯兰教协会第四届常委，新疆维吾尔自治区伊斯兰教协会第二届主任，新疆维吾尔自治区第四、五届政协副主席。
1986年10月25日，牙合甫大毛拉在乌鲁木齐病逝，享年86岁。